# Gedenkhalle für den Vorsitzenden Mao

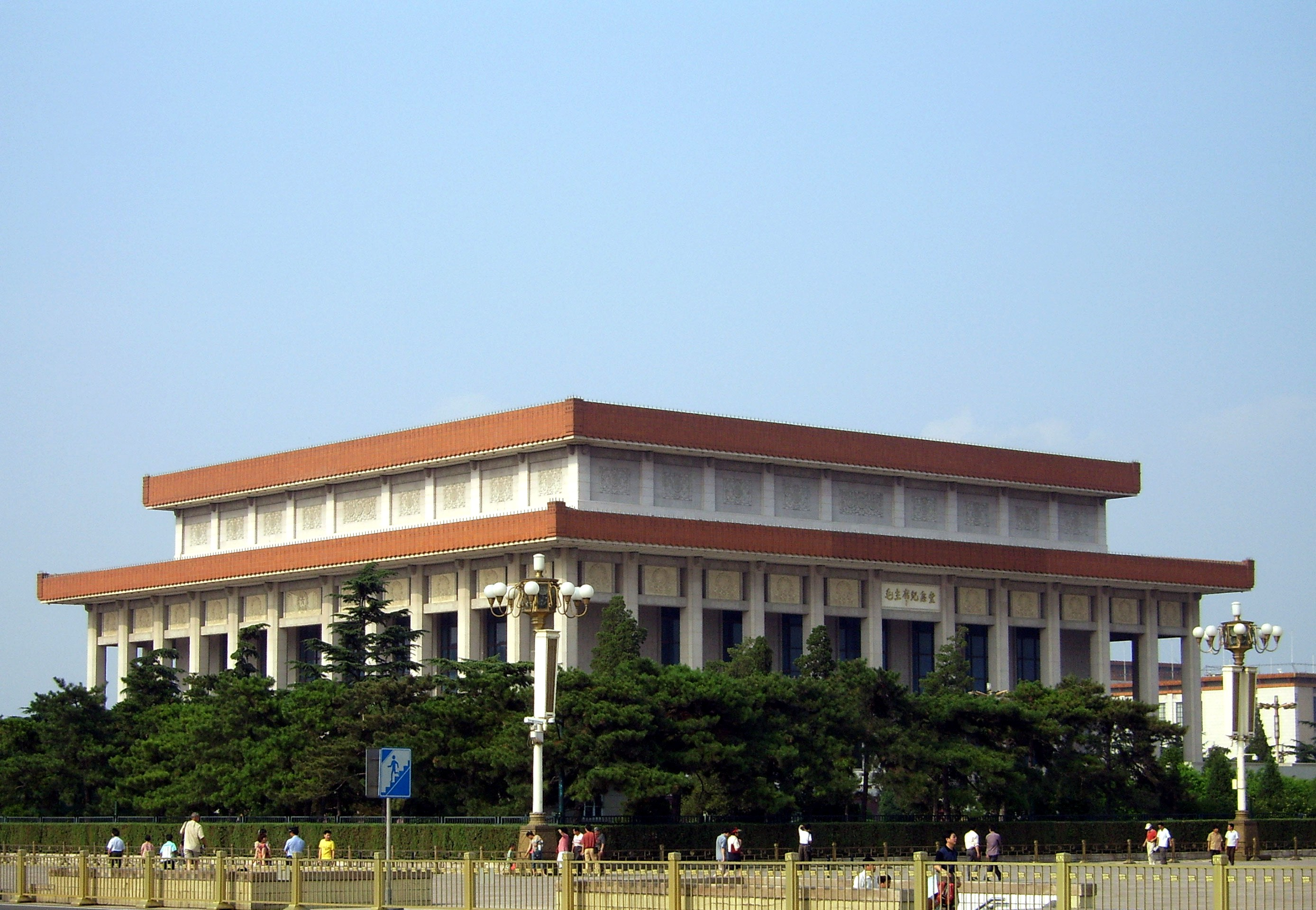
Ansicht der Gedenkhalle

Die Gedenkhalle für den Vorsitzenden Mao (chinesisch 毛主席紀念堂 / 毛主席纪念堂, Pinyin Máozhǔxí Jìniàntáng) befindet sich in der chinesischen Hauptstadt Peking und zählt zu den jüngsten Bauwerken am Tian’anmen-Platz. Diese Gedenkhalle dient als das Mausoleum von Mao Zedong, in dem sein Leichnam aufgebahrt ist.
Das Gebäude ist seit 1979 ein Denkmal der Regierungsunmittelbaren Stadt Peking.